# Pierre Flandrin
Pierre Flandrin (Viviers, segle XIV - Avinyó, 1381) va ser un eclesiàstic, cardenal, canonge de la Seu de Tarragona i cambrer de la vila de Reus. El càrrec de Cambrer de Reus comportava el domini senyorial d'un terç de la vila, la residència al Castell del Cambrer i la totalitat de la senyoria i els delmes pel que fa al terme parroquial, i estava reservat al canonge cambrer de la catedral de Tarragona.
Va ser creat cardenal en la primera promoció que va fer el nou papa Gregori XI, el 1371, amb el títol de cardenal diaca de Sant Eustaqui. Era una persona de molta erudició que va destacar especialment en el camp de la jurisprudència. Com a eclesiàstic va ser degà de Bayeux i auditor de la Rota. Gregori XI, a més de crear-lo cardenal i de conferir-li la cambreria de Tarragona, va nomenar-lo bisbe de Mallorca quan va morir el titular Antoni de Galiana el 1375, però a aquest nomenament s'hi va oposar el rei Pere el Cerimoniós i no va tirar endavant.
Pel que fa als seus dominis de Reus, va ser nomenat cambrer pel papa Gregori XI, que també havia ostentat la cambreria de la vila de Reus. Hi ha documents que testimonien les baralles amb Joan d'Olzinelles, castlà de Reus, per qüestions de jurisdicció, que van obligar al cambrer a recórrer a la Seu Apostòlica a causa de la sentència arbitral contraria a la Cambreria, que van donar tres jutges designats per resoldre aquest plet.
El 1378, quan va morir el papa Gregori XI, hi va haver un llarg procés a l'església catòlica que va portar a l'elecció de dos papes, primerament a Roma i després a Fondi, amb el resultat de l'inici del Cisma d'Occident. Pierre Flandrin, com a cardenal, va participar en els dos conclaves per l'elecció dels nous papes, i a més hi devia participar de manera destacada, ja que va ser un dels candidats a papa, proposats pel denominat "grup francès". Va mantenir-se fidel al papa Climent VII, que va tenir el consens dels cardenals francesos que s'oposaven a Urbà VI, i va residir i morir a Avinyó el 23 de gener de 1381. A la seva mort el succeí com a cambrer de Reus Bernat Pujol.